# Rörtjärnen (Ovikens socken, Jämtland)
Rörtjärnen är en sjö i Bergs kommun i Jämtland och ingår i Indalsälvens huvudavrinningsområde. Sjön har en area på 0,32 kvadratkilometer och ligger 756,4 meter över havet.

## Delavrinningsområde
Rörtjärnen ingår i det delavrinningsområde (699575-138394) som SMHI kallar för Utloppet av Rörtjärnen. Medelhöjden är 796 meter över havet och ytan är 4,05 kvadratkilometer. Det finns inga avrinningsområden uppströms utan avrinningsområdet är högsta punkten. Vattendraget som avvattnar avrinningsområdet har biflödesordning 3, vilket innebär att vattnet flödar genom totalt 3 vattendrag innan det når havet efter 334 kilometer. Avrinningsområdet består mestadels av skog (60 procent), sankmarker (17 procent) och kalfjäll (13 procent). Avrinningsområdet har 0,42 kvadratkilometer vattenytor vilket ger det en sjöprocent på 10,5 procent.